# Шлем Адријан
Шлем Адријан (фр. casque Adrian) француски је шлем из времена Првог светског рата када су се милиони војника нашли на бојишту. Шлем M15 Адријан је био први модерни заштитни војни шлем, а уведен је 1915. када је било неопходно побољшати физичку заштиту војника на фронту. Шлем Адријан су поред Француске користиле још бројне земље међу којима и Краљевина Србија и Југославија. Године 1926. је уведена побољшана верзија M26 која се поред војске, користила још и у полицијским и ватрогасним јединицама, током целог 20. века као главно средство заштите.

## Историја
На почетку Првог светског рата, у августу 1914. војници у француској војсци носили су стандардну „кепи” капу која није пружала никакву заштиту од повреда. У раним фазама рата се показало да чак и основна заштита главе резултира знатно мањом стопом морталитета међу војницима на фронту. До почетка 1915. издата челична заштита, позната као „-calotte métallique-” која се носила испод капе.
Због тога је француски ђенералштаб наредио развој металне кациге која би могла заштитити војнике од шрапнела, експлозивних артиљеријских граната. Пошто су војници у рововима такође били подложни експлозији шрапнела изнад главе, причвршћење додато је дуж осовине кациге. Напред је причвршћена кокарда у облику гранате за линијску пешадију и коњицу, рог за лаку коњицу, укрштени топови за артиљерију, сидро за колонијалне трупе и полумесец за северноафричке јединице. Супротно заблуди, шлем М15 Адријан није дизајниран да заштити носиоца од директног удара пушком или поготка муницијом. Добијени шлем је дизајнирао Аугуст-Луј Адријан, генерал интендантске службе.
Шлем Адријан модел 15 усвојен од стране војске је направљен од лаког челика и тежио је само 0.765 кг, што га је чинило лакшим али и нешто мање заштитним од својих савременика британског Мк1 Броди шлема и немачког М16 Шталхелма. Од краја 1915. године издат је покривач за шлем од тканине, у каки или светло плавој боји, како би се спречиле рефлексије метала. Међутим, откривено је да, уколико је тканина испрљана блатом, у рану би упадали комади прљавих тканина што је повећало ризик од инфекције. Према томе, средином 1916. године издато је наређење да се покривачи одбаце. До краја Првог светског рата Адријан је издат скоро свим пешадијским јединицама које се боре у Француској војсци. Такође су га користили и неке од америчких дивизија које се боре у Француској и пољске снаге Халерове плаве армије. Француска мобилна Жандармерија је усвојила тамно плаву верзију 1926. године, и наставила да га носи све до 1960-их, и након што га је редовна војска одбацила.
Шлем Адријан се показао прилично ефикасно против шрапнела и био је јефтин и лак за производњу. Као последица тога, произведено је више од три милиона Адријан шлемова само у Француској, а широко су их усвојиле или производиле и друге земље, укључујући Белгију, Бразил, Кину, Грчку, Италију, Јапан, Луксембург, Мексико, Мароко, Перу, Пољска, Румунија, Русија, Србија, Шпанија, Сијам (Тајланд), САД, СССР и Југославија, свака од ових држава додала своје ознаке на челу кациге.
Међутим, пошто челични челици не пружају заштиту од метака, они су наводно често били међу првим комадом опреме коју су војници остављали на бојном пољу. Такође је откривено да је значка постављена на предњи део шлема умањивала чврстоћу кациге јер су потребна два шрафа. Овом осетљива слабост довела је да неколико војски у потпуности уклони своје националне ознаке са шлема. Ране кациге су офарбане „хоризон-плавом” бојом (светло плаво-сиво) за француске трупе и каки за колонијалне снаге. Они који су направљени послије 1935. обично су обојени каки, што одражава напор француске војске да побољша униформу током тридесетих година.
Адријан шлем је побољшан 1926. године тако што је израђен од јачег челика и поједностављен главним делом шлема од једног комада метала, и стога без повезивања обода око кациге који карактерише М15. Велика вентилацијска рупа испод осовине, која је била слаба тачка старог дизајна, замењена је и низом малих рупа. Шлем М26 је наставио са употребом у француској војсци све до Другог светског рата, а користила га је и француска полиција до 1970-их. Током међуратног периода, Белгија је почела да производи своје домаће производе М26 Адријан и извезла их широм света. Ови шлемови могу се разликовати од француске верзије јер имају нешто другачији осовину и шире странице. У другим земљама, шлемови типа Адриан су такође били у употреби у противпожарним јединицама, железничарима или морнаричком пешадијом. Адријан шлемове данас скупљају колекционари.

## Галерија
- Шлем М15 Српске војске
- М26 Адријан
- Споменик Белгијском краљу са шлемом Адријан
- Војник Црвене армије са шлемом Адријан
- Пољски војници са шлемовима Адријан Wz. 15
- Грчки шлем Адријан